# 深間山
深間山（ふかまやま）は、茨城県土浦市、石岡市、つくば市の境に位置する標高450mの山。山脈状に連なる筑波連山南部の山の一つである。最北端の御嶽山から南に延びた筑波連山の主山列は、筑波山を経て深間山を過ぎると東に向きを変え、更に鬼越山、小町山、朝日山、雪入山、青木葉山、浅間山、閑居山を経て最東端の権現山に至る。周辺は水郷筑波国定公園に指定されている。
深間山山頂には、東京電力や石岡市などの無線通信施設が複数設置されており、これにともない筑波連山の稜線に沿って走る筑波パープルライン（表筑波スカイライン）から車道が敷設されている。
近年は、周辺の山々の登山道が整備されたことにともない、南の宝篋山や東の鬼越山、小町山、朝日山などから筑波連山を縦走してくる登山者が多い。
座標: 北緯36度10分30.8秒 東経140度8分13.8秒 / 北緯36.175222度 東経140.137167度